# Fujiwara no Umakai

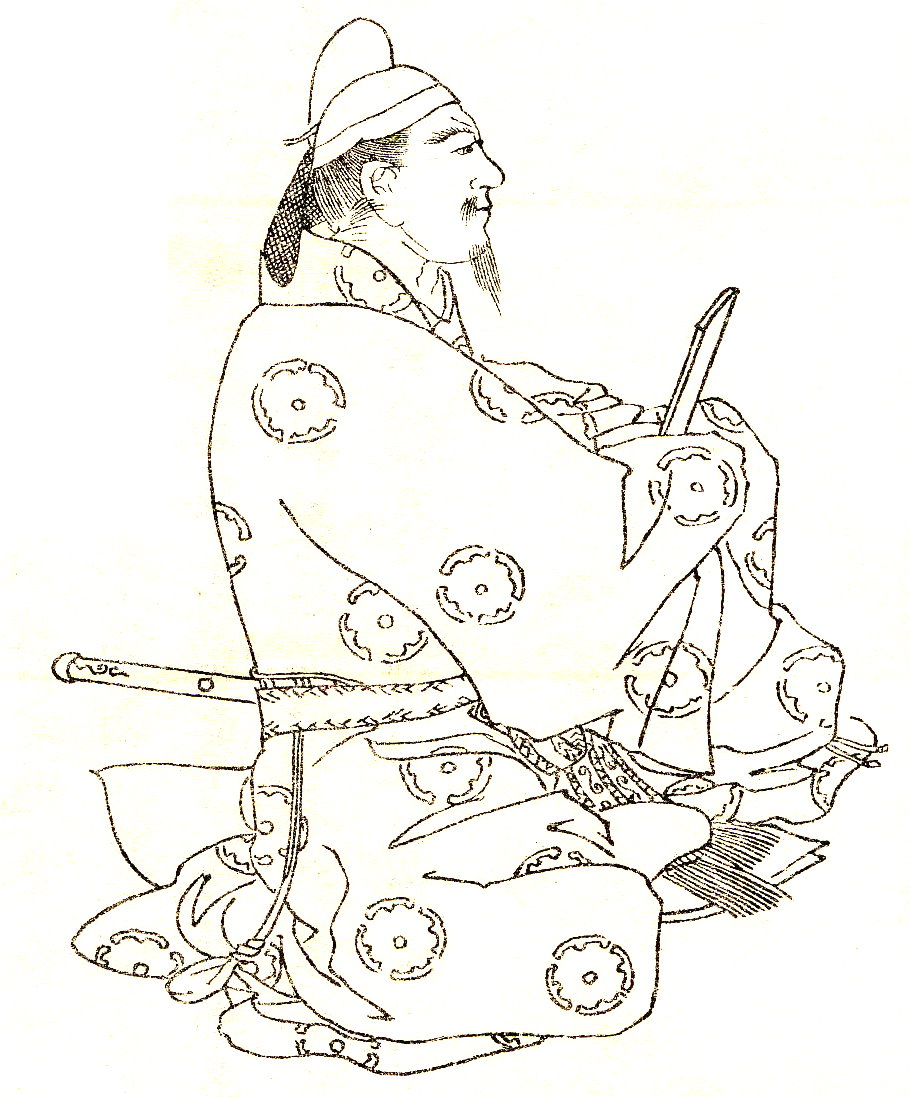
Fujiwara no Umakai, afbeelding van Kikuchi Yosai

Fujiwara no Umakai (Japans: 藤原宇合) (694 - 737) was een Japans generaal, politicus, en poëet van kanshi en waka tijdens de Naraperiode. Hij was een zoon van Fujiwara no Fuhito. Hij was getrouwd met Kume no Wakame, waarmee hij een zoon kreeg, Fujiwara no Momokawa, wiens dochter keizerin (postuum) zou worden van keizer Heizei, de 51ste keizer van Japan.